# Aeroportul Qamdo Bamda
Aeroportul Qamdo Bamda (IATA: BPX, ICAO: ZUBD) este un aeroport din Bangda⁠(d), Baxoi County⁠(d), Chamdo⁠(d), Regiunea autonomă Tibet, Republica Populară Chineză ce deservește zona Chamdo⁠(d). Aeroportul a fost tranzitat în 2022 de 265.440 de pasageri. A fost deschis în 22 octombrie 1994.
Situat la o altitudine de 4.400 m, aeroportul dispune de 1 pistă.

## Infrastructură

### Piste
Aeroportul dispune de o singură pistă. Pista 14/32 are suprafața de asfalt și dimensiunile 5.500 m × 45 m. 